# Thylamys karimii
Thylamys karimii e вид опосум от семейство Didelphidae. Наречен е на ирански биолог.

## Географско разпространение
Обитава централна и североизточна Бразилия в сухи местообитания като серадо и каатинга на надморска височина от 300 до 1100 m.

## Морфологични характеристики
Тялото е с дължина 95 mm, опашката 72 mm. Видът много наподобява на Thylamys pallidior.